# منوچهر سعیدوزیری
منوچهر سعید وزیری (۱۲۹۹ش- ۱۳۹۲ش) فرزند علی‌نقی‌خان سعیدالسلطان، متولد زنجان، دوره ابتدایی را در زنجان و متوسطه را در تهران به اتمام رساند(۱۳۱۹). سپس به عنوان دبیر به استخدام اداره فرهنگ زنجان درآمد و به تدریس ریاضیات و ادبیات پرداخت. در سال ۱۳۲۴بنا به دستور جعفر پیشه‌وری رئیس حکومت خودمختار آذربایجان سردبیر روزنامه آذربایجان شد. در سال ۱۳۲۶ به تهران آمد و در محضر درس علامه طباطبایی ، شهابی و بدیع‌الزمان فروزانفر کسب علم نمود.
سعیدوزیری در سال ۱۳۲۷ خدمت در بانک کشاورزی و تصدی مشاغلی چون ریاست بانک کاشمر و دیگر شهرهای استان خراسان را به عهده گرفت، در سال ۱۳۳۰ به تهران بازگشت و رئیس دفتر مرکزی بانک کشاورزی گردید؛ و به پژوهش و نگارش سلسله مقالات علمی در زمینه شرکتهای تعاونی روستایی پرداخت.
سعیدوزیری از طریق همکاری با مجله بدیع، روزنامه سحر و قیام ایران، به فعالیتهای سیاسی روی آورد و به عضویت نهضت ملی درآمد. در سال ۱۳۳۴ کتاب رهبر مردم یا بررسی مسائل سیاسی ایران را نوشت که منجر به دریافت جایزه سلطنتی شد. وی مطالب خود را در تمام نوشته‌هایش با نام مستعار «م.س. همشهری» امضا می‌کرد. در سال ۱۳۳۶ از سوی عباس مسعودی به همکاری با مؤسسه اطلاعات دعوت و به مدت یکسال سردبیر مجله اطلاعات هفتگی گردید، سپس تا سال ۱۳۴۱سردبیر روزنامه اطلاعات شد. در همین زمان بود که بعد از کناره‌گیری از روزنامه اطلاعات، به عنوان مشاور عالی وزیر کشاورزی در امور روستایی تعیین شد.
سعیدوزیری در سال ۱۳۴۲ در انتخابات دوره ۲۱ قانون‌گذاری با کسب ۶۸۷۱ رأی از ابهر به نمایندگی مجلس‌شورای ملی انتخاب گردید، در دوره ۲۲با کسب ۷۱۹۱ رأی و در دوره ۲۳ با کسب ۱۷۶۶۲ رأی حائز اکثریت آراء شد. از جمله اقدامات وی در دوران نمایندگیش: تغییر طرح اولیه جاده تهران به بازرگان و عبور دادن آن از کنار شهرستان ابهر، احداث بیمارستان امداد و درمانگاه مجهز ابهر، بنیانگذاری جاده ابهر به بیجار و کردستان، ترغیب و همراه کردن مردم ابهر برای آبادانی و عمران شهری و روستایی بود.
سعید وزیری در سال ۱۳۵۵ به عضویت هیئت مدیره شرکت مخابرات ایران منصوب و پس از مدتی از این مقام استعفا داد و به بانک کشاورزی بازگشت و به سمت بازرس هیئت مدیره تعیین گردید، در سال ۱۳۵۷ بازنشسته شد.
از تألیفات وی: پندنامه یحیویه که راجع به شرح حال و زندگی‌نامه حسنعلی‌خان امیرنظام گروسی؛ جستجو در گذشته؛ مقدمه‌ای بر کتاب و گزارش ایران تألیف مخبرالسلطنه هدایت.
منوچهر سعید وزیری در ۲۹ اسفند ۱۳۹۲ چشم از جهان فروبست و در ۲ فروردین ۱۳۹۳ در بهشت‌زهرا به خاک سپرده شد.منوچهر سعیدوزیری

## سردبیری روزنامه آذر
وی در خاطرات خود می‌نویسد: «یادم می‌آید که یکی از روزهای آذر سال ۲۴ بود که من از روستا، به خانه پدری‌ام در زنجان می‌آمدم. زمانی که به زنجان رسیدم قطاری را دیدم که از سمت میانه به زنجان وارد شده‌است و عده‌ای مسلح به محض رسیدن قطار به ایستگاه، دفتر آن و پاسگاه پلیس راه‌آهن را به اشغال خود درآوردند. پس از مدت زمان کمی تمام شهر و مراکز مهم نظامی آن به اشغال نیروهای فرقه دموکرات درآمد و این در حالی بود که آن روز هنوز ما نمی‌دانستیم این افراد وابستگان این فرقه هستند. فردای آن روز من از طریق یکی از آشنایانم از جریان دیشب به خوبی مطلع شدم و به توصیه او و با توجه به موضعی که من در برابر برخی از اعضای «حزب توده» گرفته بودم، قرار شد که مدتی را از دست افراد فرقه، پنهان شوم. پنهان شدن من حدود دو ماهی طول کشید تا اینکه یک روز که بر اثر شدت بیماری می‌خواستم به دکتر مراجعه کنم، به قول معروف گیر افتادم! ماجرا هم این بود که آن روز «نصرت‌الله جهانشاهلو» رهبر کمیته «حزب توده» که از دوستان من هم بود، مرا در خیابان شناخت و جلو پای من ترمز کرد و من را مستقیم به محل استقرار نیروهای فرقه دموکرات برد. در آنجا او که پزشک هم بود من را معاینه کرد و ضمن معاینه، به من گفت که انقلاب به تو احتیاج دارد معلوم هست کجایی؟ از لحن صحبت‌هایش فهمیدم که می‌خواهند من را هم جزیی از نیروهای فرقه کنند و نخست هم به تبریز بفرستند. درست هم حدس زده بودم زیرا خیلی زود مقدمات سفر فراهم شد و حتی اجازه ندادند من به منزل بروم و با خانواده خداحافظی کنم! به سرعت به طرف تبریز حرکت کردیم و فردای آن روز به تبریز رسیدیم. مرا به هتل بردند و خیلی با احترام و ادب از من پذیرایی کردند. چند ساعتی نگذشته بود که فردی به نام «حسین‌اوف» معاون سردبیر روزنامه کمونیست باکو به اتاق من آمد و با من دربارهٔ فرقه و اهمیت کمک به آن سخن گفت! بعد از کمی سخن گفتن، کاغذ و خودکاری درآورد و از من خواست که روی کاغذ تعهد دهم که با فرقه دموکرات مخالفتی نکنم و ارگان فرقه را هم در زنجان منتشر کنم. من همان لحظه خیلی سریع به او گفتم که من نه روزنامه‌نویسی و مدیریت روزنامه بلدم و نه روزنامه درآوردن به زبان ترکی را و از او خواستم که وقتی که مرا قرار است نزد «پیشه‌وری» ببرند، خودم نزد او به این کار تعهد دهم؛ در واقع با این ترفند می‌خواستم خودم را از زیر بار فشار ناشی از این درخواست رها کنم. خوشبختانه او هم پذیرفت و قرار شد فردا من را به حضور نخست‌وزیر فرقه مشرف سازند! در هوای سرد و برفی فردای آن روز، مرا نزد پیشه‌وری بردند. او هم در همان ابتدای ملاقاتمان خیلی گرم از من استقبال کرد و دستور داد تا برایم چای و شیرینی بیاورند. پس از مدت زمان کوتاهی خیلی صریح به من گفت که فرقه تصمیم گرفته‌است روزنامه‌اش را در زنجان به وسیله تو که از روشنفکران شهر هستی منتشر کند. لحن او طوری بود که معنی آن این بود که من به اجبار باید این امر را بپذیرم و جالب اینکه همان زمان به من گفت تا آن موقع هم چند شماره از این روزنامه را با نام من چاپ هم کرده‌اند و من در این لحظه بود که فهمیدم هیچ راه فراری از این داستان ندارم؛ این‌گونه بود که من پس از خروج از دفتر پیشه‌وری به عنوان یک روزنامه‌نگار، فوراً به زنجان انتقال داده شدم تا مقدمات کار را بچینم. من در سال ۲۶ بعد از پایان آن ماجرا به تهران آمدم و در محضر درس «علامه طباطبایی» و «بدیع‌الزمان فروزانفر» کسب علم کردم. ضمن اینکه در همین سال در یکی از نشریات تهران ماجرای فرقه دموکرات را به صورت مقالات دنباله‌دار نوشتم و همین موضوع هم منجر به احضار من به ستاد ارتش «رزم‌آرا» شد. رزم‌آرا در آن دیدار به من گفت که نباید از جریان فرار افسران ارتش به آذربایجان چیزی نوشته شود و بلافاصله ادامه داد که باید از تهران خارج شوی و مدتی با مطبوعات قطع رابطه کنی. او که می‌دانست من تقاضای استخدام در بانک کشاورزی را کرده‌ام، در پایان صحبت‌هایمان به من گفت که برو و مشغول کارهای بانک باش. فردای آن روز حکم انتقال من به بانک کشاورزی خراسان به دستم رسید در حالی که روی برگه من نوشته شده بود که باید تا سه روز دیگر در بانک کشاورزی تربت‌حیدریه حضور داشته باشم. من هم همان موقع به خراسان رفتم و تا سه سال بعد از آن در شهرهای مختلف خراسان مسوولیت‌های مختلف داشتم مثل ریاست بانک کاشمر و… البته همین‌جا این را هم بگویم که مهم‌تر از سال‌های خدمت در بانک، سال‌های اقامت در کویر و برخورد با مردمان خوب کویر بود که برایم اهمیت داشت و خاطرات ریز و درشتی را به جای گذاشت. خلاصه اینکه در سال ۳۰ به تهران بازگشتم و به ریاست دفتر مرکزی بانک کشاورزی منصوب شدم.»

## سردبیری روزنامه اطلاعات
وی در سال ۱۳۳۶ رسماً از طرف «عباس مسعودی» مدیر روزنامه اطلاعات، برای همکاری به این روزنامه دعوت شد. در آغاز هم نویسنده این روزنامه بود و هم دبیری بخش اجتماعی آن را بر عهده داشت تا اینکه در سال ۳۷ از طرف عباس مسعودی به سردبیری اطلاعات هفتگی منصوب شد. اطلاعات هفتگی مجله‌ای بود که از سال ۱۳۲۰ منتشر می‌شد و سعیدوزیری چهارمین سردبیر آن بود و پیش از اوهم «انور خامه‌ای» سردبیری آن را بر عهده داشت. پس از نخست‌وزیری امینی و با توجه به رابطه نزدیک امینی با مسعودی، مسعودی تصمیم گرفت با توجه به شرایط جدید کشور سعیدوزیری را به سردبیری روزنامه اطلاعات منصوب نماید.خاطرات منوچهر سعیدوزیری؛ از سردبیری ارگان دموکرات‌ها تا خبر بازداشت آیشمن ایران

## نمایندگی مجلس شورای ملی
سعیدوزیری در دوره‌های ۲۱، ۲۲ و ۲۳ مجلس شورای ملی، از ابهر نماینده مردم بود در حالی که در دور اول با حدود شش هزار رای و در دور سوم با حدود ۱۷ هزار رای به مجلس راه پیدا کرد. از جمله اقداماتی که وی برای ابهر کرد و رشد و آبادانی آن را هم به دنبال داشت، یکی تغییر اولیه جاده تهران به تبریز و بازرگان و عبور آن از حاشیه ابهر بود که خود این اقدام توانست اقتصاد شهر را رونقی دیگر بخشد. احداث بیمارستان امداد و درمانگاه مجهز ابهر، بنیانگذاری جاده ابهر به بیجار و استان کردستان و مشارکت دادن مردم در امر توسعه و آبادانی شهر و روستاهایشان، از دیگر اقدامات وی در دوران نمایندگی مجلس بود. ابهر در آن سال‌ها مرکز بخشداری‌ای بود از توابع زنجان؛ با سابقه تاریخی غنی، به دلیل دورافتادگی از جاده تهران- تبریز، یک حالت عقب‌افتاده و روستایی داشت اما مردم آن هم با هم پیوستگی و همدلی بیشتری داشتند و هم مردمی بودند که به دلیل همین ویژگی‌ها، بیش از سایرین در جستجوی پیشرفت و ترقی بودند و به همین سبب وی تصمیم به کاندیداتوری از این شهر گرفته بود و وارد مبارزات انتخاباتی شد. وی یک بار هم پیش از آن از سوی «علم» دبیرکل «حزب مردم» از حوزه انتخابیه ابهر داوطلب نمایندگی اعلام شده بود که به دلیل اینکه در مظان اتهام شرکت در تبانی قبلی برای اتلاف حق مردم ابهر نباشد، از کاندیداتوری استعفا داده بود و همین موضوع جنجال زیادی را در کشور به راه انداخته بود.

## بازگشت به بانک کشاورزی
پس از سه دوره نمایندگی ، مجددا به بانک کشاورزی بازگشت و در سمت بازرس هیات مدیره، به فعالیت مشغول شد و نهایتا در سال ۵۷ رسما بازنشسته شد. او پس از انقلاب بیش از دو دهه در سکوت بود و پس از آن گاهی در بعضی نشریات از جمله مجله گلستانه مقالاتی مینوشت که از آن جمله میتوان به مقاله «این فریاد شوم تروریزم است، فریاد فرزند نامشروع قدرت» به مناسب حمله تروریستی یازده سپتامبر اشاره کرد.